# Ion Copoeru
Ion Copoeru este un autor român de filozofie, cercetător și profesor la Universitatea Babeș-Bolyai din Cluj-Napoca, coordonator al Centrului de studii aplicate în fenomenologie, membru al Societății Române de Fenomenologie și al redacției revistei Studia Phaenomenologica.

## Lucrări
- Structuri ale constituirii. Contribuții la analitica datului intențional, Casa Cărții de Știință, Cluj-Napoca, 2001, 160 p.
- Aparență și sens. Repere ale fenomenologiei constitutive, Editura Dacia, Cluj-Napoca, 2000, 151 p.
- Invention, innovation et créaivité dans les sciences humaines, Editura CCS, Cluj-Napoca, 1999 (sous la rédaction de Ion Copoeru, Ciprian Mihali, Izabella Badiu).
- 100 Jahre Phänomenologie. Die Auswirkung der Logische(n) Untersuchungen von Husserl im Denken der Gegenwart, special issue of „Studia Universitatis Babeș-Bolyai”,  series Philosophia, 1-2/1999, 228 p.
- Cartografii ale modernității (coord. I. Copoeru, C. Mihali ), CCS, Cluj, 2002, 250 p.